# Юдино (городской округ Домодедово)
Юдино — деревня в городском округе Домодедово Московской области.

## География
Находится в южной части Московской области на расстоянии приблизительно 20 км на юго-восток по прямой от железнодорожной станции Домодедово.

## История
Упоминается с 1578 года как деревня с прудом.

## Население
Постоянное население составляло 22 человека в 2002 году (русские 100 %), 20 в 2010.